# Liparetrus limbatus
Liparetrus limbatus är en skalbaggsart som beskrevs av Britton 1980. Liparetrus limbatus ingår i släktet Liparetrus och familjen Melolonthidae. Inga underarter finns listade i Catalogue of Life.